# Sotolobre
Sotolobre (también llamada Santa Columba de Sotolobre y oficialmente Santa Comba de Soutolobre) es una parroquia del municipio de Salvatierra de Miño, en la provincia de Pontevedra, Galicia, España.
Su patrona es Santa Comba, al que está dedicado su iglesia.